# تجارت دوجانبه
تجارت دوجانبه (به انگلیسی: Bilateral trade) یا دادوستد متقابل یا بازرگانی دوطرفه به
تجارتی گفته می‌شود که بین دو کشور و معمولاً تحت مذاکرات حکومتی انجام می‌شود. در تجارت دوجانبه شخصی کالایی به اندازه یا ارزش مشخص را در ازای وارداتی به اندازه یا ارزش توافق شده، به شریکش صادر می‌کند. اینگونه ترتیبات ممکن است شکل مبادله کالا با کالا یا مبادله کالاهای خاصی را در هر طرف مبادله بگیرد. تجارت دوجانبه عموماً به دلایل سیاسی یا بدلیل مشکلاتی که در پرداخت‌ها پیش می‌آید، ترتیب داده می‌شود. این‌گونه تجارت معمولاً از تقسیم‌بندی بین‌المللی نیروی کار * بر پایه برتری همسنجشی * چشم‌پوشی می‌کند.